# Telstar Mechta
Telstar Mechta (tiếng Nga: Мечта) là quả bóng của Adidas được sử dụng tại vòng đấu loại trưc tiếp của FIFA World Cup 2018. Nó là phiên bản biến thể màu đỏ của Telstar 18.

## Tiểu sử
- Sau khi vòng bảng World Cup 2018 kết thúc, Adidas đã giới thiệu quả bóng mới có tên là Telstar Mechta (tiếng Nga: Мечта). Mechta là "giấc mơ" hoặc "khát vọng" trong tiếng Nga.[1]
- Trong Hội nghị thượng đỉnh Hoa Kỳ-Nga 2018, tổng thống Nga Vladimir Putin đã tặng cho tổng thống Mỹ Donald Trump quả bóng Telstar Mechta. Quả bóng này bao gồm chíp NFC và các thiết bị truyền dẫn, bị lo ngại sẽ gây ra một cuộc tranh cãi ở Mỹ.[2]